# Магола (Катанцаро)
Магола је насеље у Италији у округу Катанцаро, региону Калабрија.
Према процени из 2011. у насељу је живело 599 становника. Насеље се налази на надморској висини од 362 м.